# 河野義博 (政治家)
河野 義博（かわの よしひろ、1977年12月1日 - ）は、日本の政治家。東京都在住。参議院議員（2期）、公明党国土交通副部会長、参議院国会対策副委員長、内閣副部会長、沖縄方面副本部長を歴任。

## 経歴
- 1977年（昭和52年） - 福岡市に3人兄弟の次男として生まれる[1]。
- 1996年（平成8年） - 福岡県立修猷館高等学校卒業。
- 2002年（平成14年） - 慶應義塾大学経済学部卒業後、東京三菱銀行（現在の三菱UFJ銀行）入社[1]。
- 2006年（平成18年） - 丸紅株式会社へ転職[1]。
- 2012年（平成24年） - 丸紅株式会社退社[1]。
- 2013年（平成25年） - 第23回参議院議員通常選挙の全国比例区に公明党から立候補し、九州・沖縄重点候補として得票数党内3位（703,637票）で初当選。
- 2019年（令和元年）- 7月、第25回参議院議員通常選挙で再選。9月、 第4次安倍第2次改造内閣で農林水産大臣政務官に就任[2]。
- 2025年（令和7年） - 7月、第27回参議院議員通常選挙の比例区で落選。

## 政策・主張
日本国憲法
2013年の第23回参議院議員通常選挙においては、日本国憲法の改正に賛意を示すものの、第9条の改正には反対するとしている。
集団的自衛権
2013年の第23回参議院議員通常選挙に際し、集団的自衛権の行使を認めるため憲法解釈を変更すべきか問われ、憲法解釈の見直しに反対すると表明していた。

## 所属団体・役職
- 下関北九州道路整備促進期成同盟会（顧問）[4]
- 全日本剣道連盟（顧問）[5]

## 選挙歴
| 当落 | 選挙                     | 執行日         | 年齢 | 選挙区       | 政党   | 得票数     | 得票率 | 定数 | 得票順位 /候補者数 | 政党内比例順位 /政党当選者数 |
| ---- | ------------------------ | -------------- | ---- | ------------ | ------ | ---------- | ------ | ---- | ------------------ | ---------------------------- |
| 当   | 第23回参議院議員通常選挙 | 2013年07月21日 | 35   | 参議院比例区 | 公明党 | 70万3637票 | ーー   | 48   | 3/17               | 3/7                          |
| 当   | 第25回参議院議員通常選挙 | 2019年07月21日 | 41   | 参議院比例区 | 公明党 | 32万8659票 | ーー   | 50   | 4/17               | 4/7                          |
| 落   | 第27回参議院議員通常選挙 | 2025年07月20日 | 47   | 参議院比例区 | 公明党 | 29万1436票 | ーー   | 50   | 5/17               | 5/4                          |